# Izzo (H.O.V.A.)
Izzo (H.O.V.A.) è il primo singolo estratto da The Blueprint, sesto album del rapper statunitense Jay-Z. Pubblicato il 21 agosto del 2001 da Def Jam e Roc-A-Fella, è prodotto da Kanye West. Diviene presto uno dei singoli più famosi dell'artista. La canzone è la seconda estratta dall'album dopo il dissing contro Nas Takeover.
Il pezzo raggiunge l'ottavo posto nella Hot 100: è il primo singolo di Jay-Z come artista principale a entrare nella top ten della classifica statunitense.

## Descrizione
Kanye West campiona I Want You Back dei Jackson 5: originariamente la base era stata data a Cam'ron per il suo album di debutto con la Roc-A-Fella Come Home with Me, una volta ascoltatolo, Jay-Z decise di inserirlo invece nel suo album. Da qui, nascerà poi la faida tra lui e Cam'ron.

## Controversie
Il 31 ottobre 2001, una causa per violazione di copyright fu intentata nei confronti di Jay-Z da Demme Ulloa, che sosteneva di non essere stata pagata per il suo contributo a Izzo. La Ulloa dichiarò di essere lei la voce che canta «H to the izzo/V to the izzay» nella canzone, ma di non avere ricevuto alcun compenso e di non essere stata inserita nei crediti nelle note interne dell'album The Blueprint. La causa è stata archiviata nel 2004.

## Classifiche

### Classifiche settimanali
| Classifica (2001)        | Posizione massima |
| ------------------------ | ----------------- |
| Australia                | 29                |
| Paesi Bassi              | 63                |
| Regno Unito              | 21                |
| Stati Uniti              | 8                 |
| US Hot R&B/Hip-Hop Songs | 4                 |
| US Hot Rap Songs         | 7                 |
| Svizzera                 | 63                |